# 가쓰라노미야
카츠라노미야 (桂宮)는 4세습친왕가의 하나이며, 카츠라노미야 궁가의 궁호이다. 아즈치모모야마 시대에 창설되어 메이지 시대에 가계가 단절되었다. 주요 영지는 헤이안쿄 근처의 카츠라 주변에 있었다. 고쿠다카가 3천여석이었는데, 이는 모든 공가들 중 가장 많은 고쿠다카였다. 하치죠노미야 → 토키와이노미야 → 쿄고쿠노미야로 궁호가 바뀌어갔다.

## 하치죠노미야 (八条宮)
오기마치 천황의 황1자인 사네히토 친왕의 6남 토시히토 친왕를 가조로 한다.
토시히토 친왕은 처음에는 도요토미 히데요시의 유자(猶子)가 되었으나, 히데요시에게 친자가 태어나자 도요토미가를 떠나 새롭게 히데요시로부터 저택과 봉토를 하사받아, 일가를 세웠다.
토시히토 친왕이 지은 별저가 카츠라 이궁이다. 본저택 부지는 이마도 이마데가와도오리에 접해있지만, 그 별저인 카츠라 이궁이 교토 하치죠도오리의 연선 상에 있었기 때문에 하치죠노미야 (八条宮)로 불리게 되었다.
1. 토시히토 친왕 (智仁親王)
2. 토시타다 친왕 (智忠親王)
3. 야스히토 친왕 (穏仁親王)
4. 오사히토 친왕 (長仁親王)
5. 나오히토 친왕 (尚仁親王)

## 토키와이노미야 (常磐井宮)
5대 나오히토 친왕이 후계자가 없고, 레이겐 천황의 황자인 사쿠노미야가 계승해 토키와이노미야 (常磐井宮)로 개칭했지만 요절하였다.
1. 사쿠노미야 (레이겐 천황의 황자)

## 쿄고쿠노미야 (京極宮)
형인 아야히토 친왕이 대를 이어 쿄고쿠노미야(京極宮)로 개칭했다. 9대 킨히토 친왕의 사망 후, 한동안 당주가 공석이 된다.
1. 아야히토 친왕 (文仁親王, 레이겐 천황의 황자, 사쿠노미야의 형)
2. 야카히토 친왕 (家仁親王, 아야히토 친왕의 아들)
3. 킨히토 친왕 (公仁親王, 야카히토 친왕의 아들)

## 카츠라노미야 (桂宮)
코카쿠 천황의 황자 타케히토 친왕이 계승하여 카츠라노미야(桂宮)로 개칭했다. 타케히토 친왕의 사망 후, 다시 당주가 공석이 되었다. 타케히토 친왕의 형인 닌코 천황의 황자 미사히토 친왕이 뒤를 이었지만 요절해, 다시 공석이 되었다. 1862년 (분큐 2년)에 누나인 스미코 내친왕이 계승했지만, 1881년 (메이지 14년)에 사망하였고, 이로 인해 카츠라노미야는 가계 단절 되었다.
1. 타케히토 친왕 (盛仁親王, 코카쿠 천황 황자)
2. 미사히토 친왕 (節仁親王, 닌코 천황의 황자)
3. 스미코 내친왕 (淑子内親王, 닌코 천황의 황녀, 미사히토 친왕의 누나)

## 쇼와의 카츠라노미야 (신카츠라노미야)
1988년 (쇼와 63년), 미카사노미야 타카히토 친왕의 차남인 요시히토 친왕이 새로운 궁가를 창설하였고, 같은 이름의 카츠라노미야로 칭했다. 하지만, 이 요시히토 친왕의 인장에서 비롯된 것이며, 예전부터 있었던 카츠라노미야와의 직접적인 관계는 없다. 또한, 요시히토 친왕은 아리스가와노미야의 제사를 이어받은 타카마츠노미야 노부히토 친왕을 흠모하고 있었으며, 노부히토 친왕의 공무 등을 많이 계승하였기 때문에, 신카츠라노미야의 계통은 오히려 아리스가와노미야에 가깝다고 할 수 있다. 요시히토 친왕은 독신으로 궁가를 창설했고, 이후에도 혼인하는 일 없이 2014년 (헤이세이 26년) 6월 8일에 66세의 나이로 사망하였다. 이 카츠라노미야 궁가 역시 요시히토 친왕의 1주기를 거치고, 이틀 후의 권사의 의를 거쳐 공식적으로 가계 단절되었다. 

## 그 외
메이지 시대의 총리대신을 지낸 정치인이자 군인인 카츠라 타로는 그 공적에 의해 1911년 (메이지 44년) 4월 21일, 공작의 작위를 받지만, 일본 공작을 영어로 번역하면 "prince"이기 때문에 우연히 영어 번역이 카츠라노미야 궁가의 당주와 같은 "prince Katsura"가 되었다. 다만 영어 번역에 경우, 왕족은 다른 화족과 차이를 두기 위해 경칭으로 "H.I.H (His Imperial Highness)"를 붙혀 구별한다.

## 본저택과 별저
본저택은 교토 교엔 안 (도시샤여자대학 이마데가와 캠퍼스와 교토 고쇼 사이)에 있다. 카츠라노미야 저택에는 부지를 둘러싼 축지담과 오오테몬과 호화로운 칙사문의 두개가 남아있다. 또한 원래 있던 건물은 니조성 혼마루에 이축되어 보존되고 있다.
현재, 내부는 궁내청 직원의 숙소 부지로 사용되고 있으며 (내부에는 임시로 복수의 단층 공연 주택이 세워져 있다.) 내부는 비공개이다.
카츠라 이궁을 지은 초대 토시히토 친왕이 조영한 정원 및 연못이 온전히 남아있어 건물과 마찬가지로 일본의 귀중한 문화재이다. 그러나 그 정원도 최근 궁내청 직원을 위한 공영주택 신설을 위해 헐릴 위기에 처해있었다. 최근, 칸인노미야 저택이 복원 정비되 일반에 공개되었고, 화제가 되면서 카츠라노미야 저택도 숙소를 옮긴 뒤 복원 장비해서 일반에 공개해야한다는 목소리가 매우 높다.
에도 막부 말기에는 고메이 천황의 임시 고쇼가 되기도 했어서, 황녀 카즈노미야 치카코 내친왕이 여기서 에도로 시집갔다. 
별저・별업으로써는 저명한 카츠라 이궁 외에, 카이덴오차야(開田御茶屋), 고료오차야(御陵御茶屋), 타카미네 저택(鷹峯御屋敷), 오야마 저택(小山御屋敷)이 있다. 많은 연구가 보이는 카츠라 이궁에 대해서, 그 외의 별저・별전에 대해서는 니시 카즈오・오자와 아사에에 의한 분석이 이루어지고 있다.

## 보리사
카츠라노미야 및 분가인 히로하타가의 보리사는 쇼코쿠지 탑두의 지쇼인(慈照院)이다. 지쇼인에는 카츠라노미야 궁가와 히로하타 가문의 건물이 많이 남아있고, 객전은 카츠라노미야 저택에서 옮겨 지은 것이다.

## 계보

### 하치죠노미야 (八条宮)
1. 토시히토 친왕 (智仁親王, 사네히토 친왕(오기마치 천황)의 아들, 고요제이 천황의 동생)
2. 토시타다 친왕 (智忠親王, 토시히토 친왕의 아들)
3. 야스히토 친왕 (穏仁親王, 고미즈노오 천황의 황자)
4. 오사히토 친왕 (長仁親王, 고사이 천황의 황자)
5. 나오히토 친왕 (尚仁親王, 고사이 천황의 황자, 오사히토 친왕의 동생)

### 토키와이노미야 (常磐井宮)
1. 사쿠노미야 (레이겐 천황의 황자)

### 쿄고쿠노미야 (京極宮)
1. 아야히토 친왕 (文仁親王, 레이겐 천황의 황자, 사쿠노미야의 형)
2. 야카히토 친왕 (家仁親王, 아야히토 친왕의 아들)
3. 킨히토 친왕 (公仁親王, 야카히토 친왕의 아들)

### 카츠라노미야 (桂宮)
1. 타케히토 친왕 (盛仁親王, 코카쿠 천황 황자)
2. 미사히토 친왕 (節仁親王, 닌코 천황의 황자)
3. 스미코 내친왕 (淑子内親王, 닌코 천황의 황녀, 미사히토 친왕의 누나)

## 에도 막부 말기의 영지
국립역사민속박물관의 《구고구령취조장 데이터베이스》에 의해 산출한 막부 말기의 카츠라노미야의 영지는 아래와 같다. (6개 마을, 3,196석)
- 야마시로국 카도노군 중 5개 마을
  - 川勝寺村 - 990 여석
  - 宿村 - 53 여석
  - 下桂村 - 1,131 여석
  - 徳大寺村 - 365 여석
  - 御陵村 - 163 여석
- 야마시로국 오토쿠니군 중 1개 마을
  - 開田村 중 493 여석